# Persicaria segetum
Persicaria segetum là một loài thực vật có hoa trong họ Rau răm. Loài này được (Kunth) Small miêu tả khoa học đầu tiên năm 1903.